# Grevskabet Brahesminde
Grevskabet Brahesminde var et dansk grevskab oprettet 9. maj 1798 for gehejmekonferensråd, kammerherre Preben Bille-Brahe af hovedgårdene Hvedholm, Damsbo, Stensgård og Østrupgård. Grevskabet blev opløst ved lensafløsningen i 1928.